# بونیفاکه ندوکا
بونیفاکه ندوکا (انگلیسی: Boniface Nduka؛ زادهٔ ۱۵ فوریهٔ ۱۹۹۶) بازیکن فوتبال است.